# Dąbrowa Białostocka (stad)
Dąbrowa Białostocka is een stad in het Poolse woiwodschap Podlachië, gelegen in de powiat Sokólski. De oppervlakte bedraagt 22,64 km², het inwonertal 6226 (2005).